# Martin Poltrum
Martin Poltrum (* 2. Oktober 1970 in Dornbirn) ist ein österreichischer Philosoph, Psychotherapeut, Lehrtherapeut und Professor für Psychotherapiewissenschaft an der Sigmund Freud Privatuniversität Wien.

## Werdegang
Nach einer Ausbildung zum diplomierten Krankenpfleger in Bregenz studierte Martin Poltrum an der Universität Innsbruck und der Universität Wien Philosophie und Pädagogik. 2003 wurde er an der Universität Wien mit einer Arbeit über die Spätphilosophie Martin Heideggers promoviert. 2014 habilitierte sich Poltrum an der Fakultät für Psychotherapiewissenschaft der Sigmund Freud Privatuniversität Wien mit der Schrift Philosophische Psychotherapie. Das Schöne als Therapeutikum.
Von 2003 bis 2018 arbeitete Martin Poltrum als Philosoph, Psychotherapeut und Cinematherapeut im Anton-Proksch-Institut Wien und ist seit 2012 federführender Herausgeber von Rausch. Wiener Zeitschrift für Suchttherapie. Er absolvierte eine Psychotherapieausbildung nach Viktor Frankl und ist Lehrtherapeut im ABILE – Ausbildungsinstitut für Logotherapie und Existenzanalyse.
Seit 2018 ist Martin Poltrum als Professor für Psychotherapiewissenschaft an der Sigmund Freud Privatuniversität Wien tätig. Dort leitet er den internationalen Doktoratsstudiengang der Psychotherapiewissenschaft.

## Forschungsschwerpunkte
Poltrums Forschungsschwerpunkte liegen in den Bereichen Suchtforschung, Psychotherapie und Film, philosophische Grundlagen der Psychotherapie, Ästhetik und psychische Gesundheit sowie Medical Humanities.

## Veröffentlichungen (Auswahl)

### Monografien
- Schönheit und Sein bei Heidegger. Passagen Verlag, Wien 2005, ISBN 978-3-85165-700-5.
- Klinische Philosophie. Logos Ästhetikus und Philosophische Therapeutik. Parodos Verlag, Berlin 2010, ISBN 978-3-938880-30-2.
- Musen und Sirenen. Ein Essay über das Leben als Spiel. Pabst Science Publishers Verlag, Lengerich / Berlin 2013, ISBN 978-3-89967838-3.
- Philosophische Psychotherapie. Das Schöne als Therapeutikum. Zugleich Habilitationsschrift 2014. Parodos Verlag, Berlin 2016, ISBN 978-3-938880-82-1.

### Herausgeberschaften

#### Monografien
- Ars Medica. Zu einer neuen Ästhetik in der Medizin. Zusammen mit Michael Musalek. Parodos Verlag, Berlin 2011, ISBN 978-3-938880-39-5.
- Glut und Asche – Burnout. Neue Aspekte der Diagnostik und Behandlung. Zusammen mit Michael Musalek. Parodos Verlag, Berlin 2012, ISBN 978-3-938880-47-0.
- Psychiatrische Diagnostik. Zur Kritik der diagnostischen Vernunft. Zusammen mit Klaus Brücher. Parodos Verlag, Berlin 2013,  ISBN  978-3-938880-55-5.
- Ästhetik als Therapie. Therapie als ästhetische Erfahrung. Festschrift zum 60. Geburtstag von Michael Musalek. Zusammen mit Ulf Heuner. Parodos Verlag, Berlin 2015, ISBN 978-3-938880-77-7.
- Seelenkenner, Psychoschurken. Psychotherapeuten und Psychiater in Film und Serie. Zusammen mit Bernd Rieken. Springer Verlag, Berlin / Heidelberg 2017, ISBN 978-3-662-50485-7.
- Zocker, Drogenfreaks & Trunkenbolde. Rausch, Ekstase und Sucht in Film und Serie. Zusammen mit Bernd Rieken und Thomas Ballhausen, Springer Verlag, Berlin / Heidelberg 2019, ISBN 978-3-662-57376-1.
- Lebensmüde, todestrunken. Suizid, Freitod und Selbstmord in Film und Serie. Zusammen mit Bernd Rieken und Otto Teischel. Springer Verlag, Berlin / Heidelberg 2020, ISBN 978-3-662-60521-9.
- Wahnsinnsfilme. Psychose, Paranoia und Schizophrenie in Film und Serie. Zusammen mit Bernd Rieken und Ulf Heuner. Springer Verlag, Berlin / Heidelberg 2022, ISBN 978-3-662-64177-4.
- The Oxford Handbook of Mental Health and Contemporary Western Aesthetics Get access Arrow. Zusammen mit Michael Musalek, Kathleen Galvin, Yuriko Saito. Oxford University Press, Oxford 2023, ISBN 978-0-19286692-9.

#### Zeitschriften
- Ludwig-Boltzmann-Institut für Suchtforschung (Hrsg.): Wiener Zeitschrift für Suchtforschung. Als Gastherausgeber zum Themenschwerpunkt Philosophie und Sucht. Jahrgang 31/2008, Nr. 1.[6]
- Ludwig-Boltzmann-Institut für Suchtforschung (Hrsg.): Wiener Zeitschrift für Suchtforschung. Als Gastherausgeber zum Themenschwerpunkt Rausch, Kultur, Ekstase. Jahrgang 32/2009 Nr. 1.
- Rausch – Wiener Zeitschrift für Suchttherapie. Herausgeber seit 2012 zusammen mit wechselnden Mitherausgebern. Pabst Science Publishers Verlag, Lengerich / Berlin.[7]

### Beiträge
- Nüchterne Trunkenheit und drogenfreie Ekstase. Der Rausch als Therapeutikum der Sucht bei Nietzsche und Platon. In: Rausch. Wiener Zeitschrift für Suchttherapie. Pabst Science Publishers Verlag, Lengerich / Berlin, 2/2012, S. 61–66.
- Reiz und Rührung. Cinematherapie in der stationären Suchtbehandlung. In: Rausch. Wiener Zeitschrift für Suchttherapie. Pabst Science Publishers Verlag, Lengerich / Berlin, 3/2012, S. 128–147.
- „Uns bleibt immer Paris“ – Ewigkeit und Endlichkeit der Liebe. In: Stephan Doering, Heidi Möller (Hrsg.): Mon Amour trifft Pretty Woman. Liebespaare im Film. Springer Verlag, Heidelberg / New York 2014, S. 185–200.
- Philosophie als Arzneimittel im Dienste des wachsenden und kämpfenden Lebens. In: Günter Gödde, Nikolaos Loukidelis, Jörg Zirfas (Hrsg.): Nietzsche und die Lebenskunst. Ein philosophisch-psychologisches Kompendium. J. B. Metzler Verlag, Stuttgart 2016, S. 363–371.
- Therapeutisches Wissen im Lichte der „Nikomachischen Ethik“ des Aristoteles. Psychotherapie als Kunst, Profession, Wissenschaft und Weisheit. In: Alfred Pritz, Jutta Fiegl, Heinz Laubreuter, Bernd Rieken (Hrsg.): Universitäres Psychotherapiestudium. Das Modell der Sigmund Freud Privatuniversität. Pabst Science Publishers Verlag, Lengerich 2020, S. 169–186.